# Moviemiento
Moviemiento ist ein 2003 gegründetes, reisendes Kurzfilmfestival mit Sitz in Berlin.

## Konzept
Moviemiento versteht sich als Kurzfilmfestival ohne festen Veranstaltungsort. Stattdessen werden Städte und ländliche Gebiete anhand einer vorher festgelegten Route besucht. Während jeder Festivaltour produzieren die Organisatoren einen Dokumentarfilm, der auch im laufenden Programm gezeigt wird. Alle Vorführungen und Aktivitäten werden grundsätzlich unentgeltlich angeboten und finden fast ausschließlich unter freiem Himmel statt. Seit 2008 sind neben Filmscreenings auch andere Veranstaltungsformen, wie Workshops, Wettbewerbe und Podiumsdiskussionen Teil des Festivals. Oftmals besitzen einzelne Festivaltouren einen spezifischen Schwerpunkt, wie beispielsweise Moving Baltic Sea den Umweltschutz oder Kinomobilny den bilateralen Austausch zwischen Deutschland und Polen. Über die Touren hinaus veranstaltet Moviemiento in Kooperation mit anderen Organisationen Filmvorführungen vornehmlich innerhalb Europas.

## Festivaltouren und -projekte (Auswahl)
| Jahr      | Titel                                | Haupttransportmittel | Stationen |
| --------- | ------------------------------------ | -------------------- | --- |
| 2003      |                                      | Bus                  | Berlin (Deutschland), Amsterdam (Niederlande), Bern (Schweiz), Barcelona (Spanien), Zagreb (Kroatien)                                                   |
| 2005      |                                      | Bus                  | Berlin (Deutschland), Krakau (Polen), Budapest (Ungarn), Aperta Festival (Kroatien), Pietrasanta (Italien), Marseille (Frankreich), Barcelona (Spanien) |
| 2008      | Moving Baltic Sea                    | Segelschiff          | Rostock (Deutschland), Danzig (Polen), Kaliningrad (Russland), Riga (Lettland), Narva-Jõesuu (Estland), St. Petersburg (Russland)                       |
| 2009      | Kinomobilny                          | Fahrrad              | Wanderkino entlang der deutsch-polnischen Grenze |
| 2010/2011 | Cinecita                             | Bus                  | Ecuador, Peru, Bolivien |
| 2011      | Shoot and Run                        |                      | Berlin (Deutschland) |
| 2011      | Le rêve roulant (Der rollende Traum) | Kinomobil            | Südfrankreich |
| 2012      | temporary home 2012 - home in crisis |                      | Kassel (Deutschland) |